# Peštera
Peštera (bulharsky Пещера) je město ležící ve středním Bulharsku, v údolí na severovýchodních svazích Západních Rodopů. Je správním střediskem stejnojmenné obštiny a má přibližně 20 tisíc obyvatel.

## Historie
Zdejší osídlení se datuje od 4. století př. n. l. Název města je patrně odvozen od středověké pevnosti Peristera, která se nachází necelý kilometr od centra města a která má zjevně thrácké základy. První písemná zmínka o sídle se současným názvem pochází z roku 1479. Po osvobození od osmanské nadvlády v roce 1878 se město stalo součástí Východní Rumélie. V té době tu bylo na 800 obydlených domů s převahou Bulharů.

## Obyvatelstvo
K 15. září 2024 ve městě žilo 19 940 obyvatel a bylo zde trvale hlášeno 21 519 obyvatel. Podle sčítání 1. února 2011 bylo národnostní složení následující:
- Bulhaři: 10 439 (72.5 %)
- Turci: 2 795 (19.4 %)
- Romové: 747 (5.2 %)
- ostatní[p 2]: 419 (2.9 %)